# Monseigneur Nolensplein (Venlo)
Het Monseigneur Nolensplein, in de volksmond vaak Nolensplein en Gaasplein genoemd (of; door Köninkske, die met haar man Hoepie er een tabakszaak dreef, Monsinjeur Gaas-plein), is een plein in de binnenstad van de Nederlandse plaats Venlo. Het plein is vernoemd naar de uit Venlo afkomstige priester monseigneur dr. Willem Hubert Nolens (1860 - 1931).
Het plein, dat dient als parkeerplaats en markt (op woensdag en zaterdag), wordt omgeven door tal van winkels. Door dit speciaal op Duitse kooptoeristen toegespitste winkelaanbod ontvangt Venlo jaarlijks circa 5 miljoen bezoekers uit voornamelijk het aangrenzende Ruhrgebied. Aan het in de jaren 00 heringerichte plein verrees rond 2003 een woonblok, dat tevens een politiepost huisvestte. Om deze reden kreeg het woonblok de naam De Commissaris. De politiepost is intussen opgeheven.
Naast het Monseigneur Nolensplein bevindt zich het Monseigneur Nolenspark. In de praktijk wordt dit park tot het plein gerekend.

## Geschiedenis
Vanaf 1862 bevond zich op de plek van het Mgr. Nolensplein een gasfabriek. In 1931 overleed Willem Hubert Nolens, die als wens had uitgesproken in Venlo begraven te worden. Zijn graf neemt een prominente plek in op het algemene kerkhof aan de zuidzijde van de stad. In 1953 besloot de gemeente Venlo hem te eren door zowel een park (het huidige Nolenspark) als een plein naar hem te vernoemen. Dit werd het voormalige Gaasplein. Aan het plein, op de hoek met de Sint- Martinusstraat, was de voormalige Rijks-HBS gelegen, welks markant gebouw – een rijksmonument – er nog steeds bestaat.
In 1999 liet de gemeente Venlo onder het Mgr. Nolensplein een ondergrondse parkeergarage bouwen, met een capaciteit van 450 auto's (inclusief bovengrondse parkeervakken).

## Fotogalerij

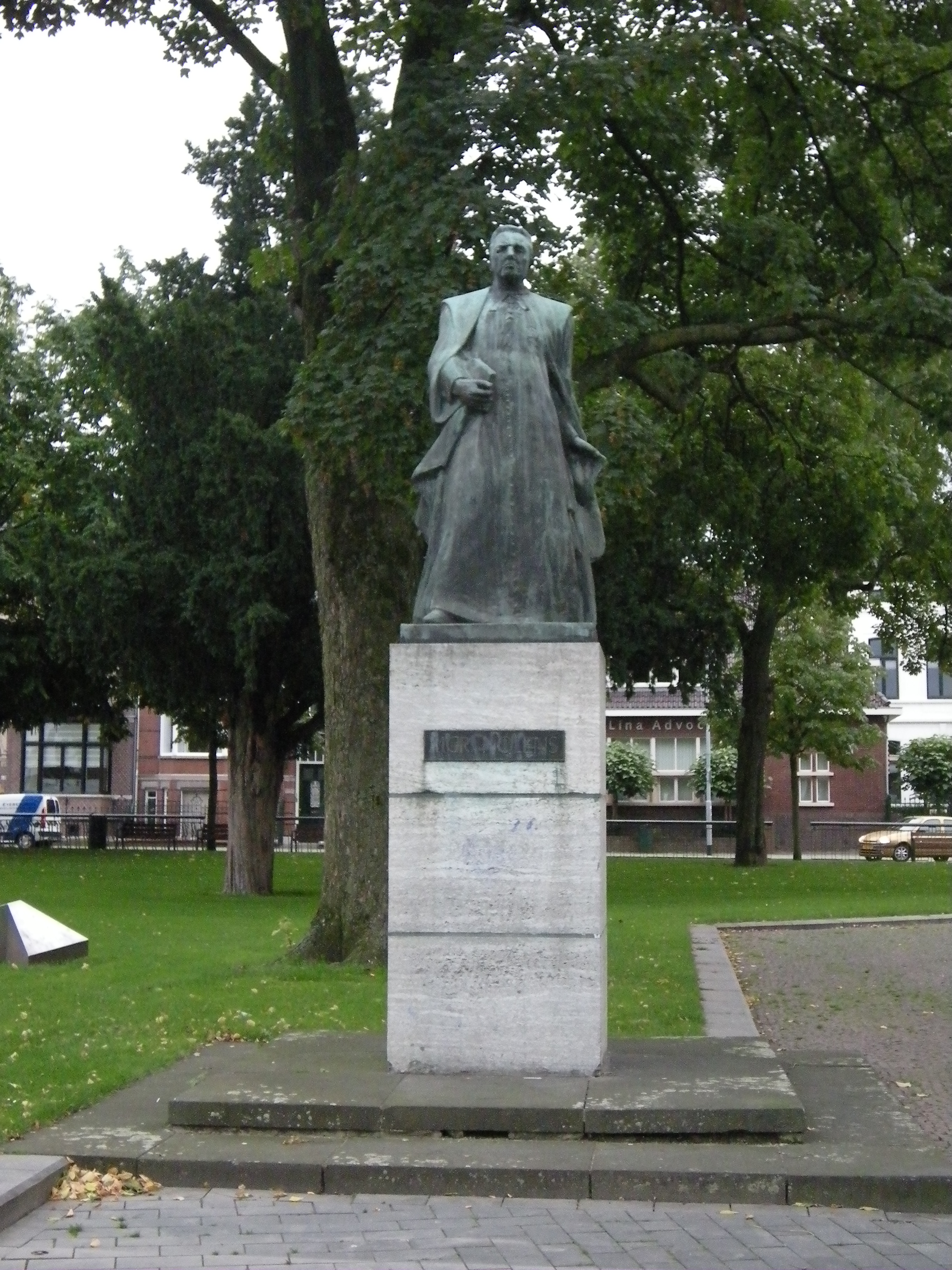
Standbeeld Willem Hubert Nolens in het Nolenspark te Venlo
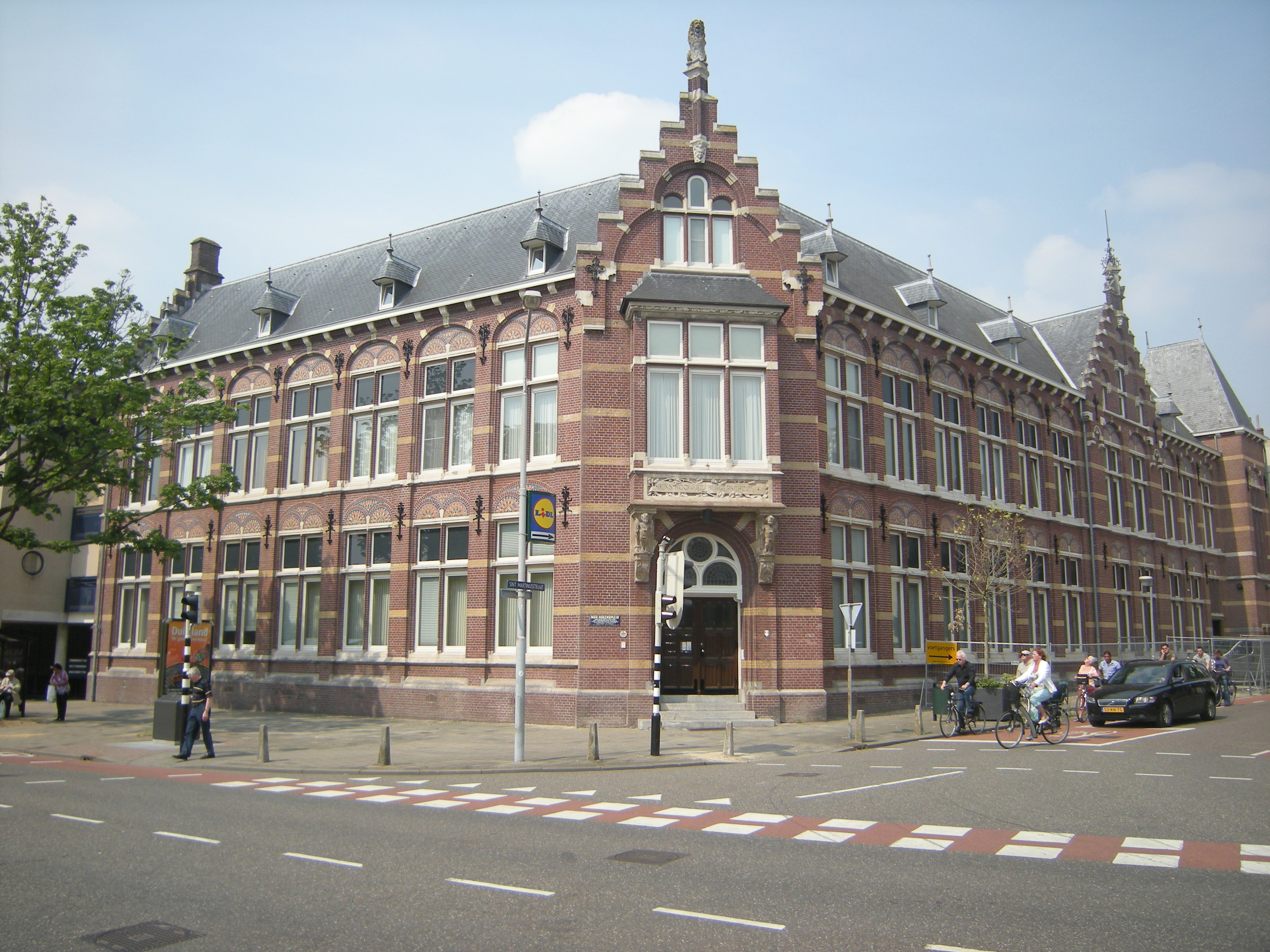
Voormalige Rijks-HBS/RSG aan het Mgr. Nolensplein te Venlo
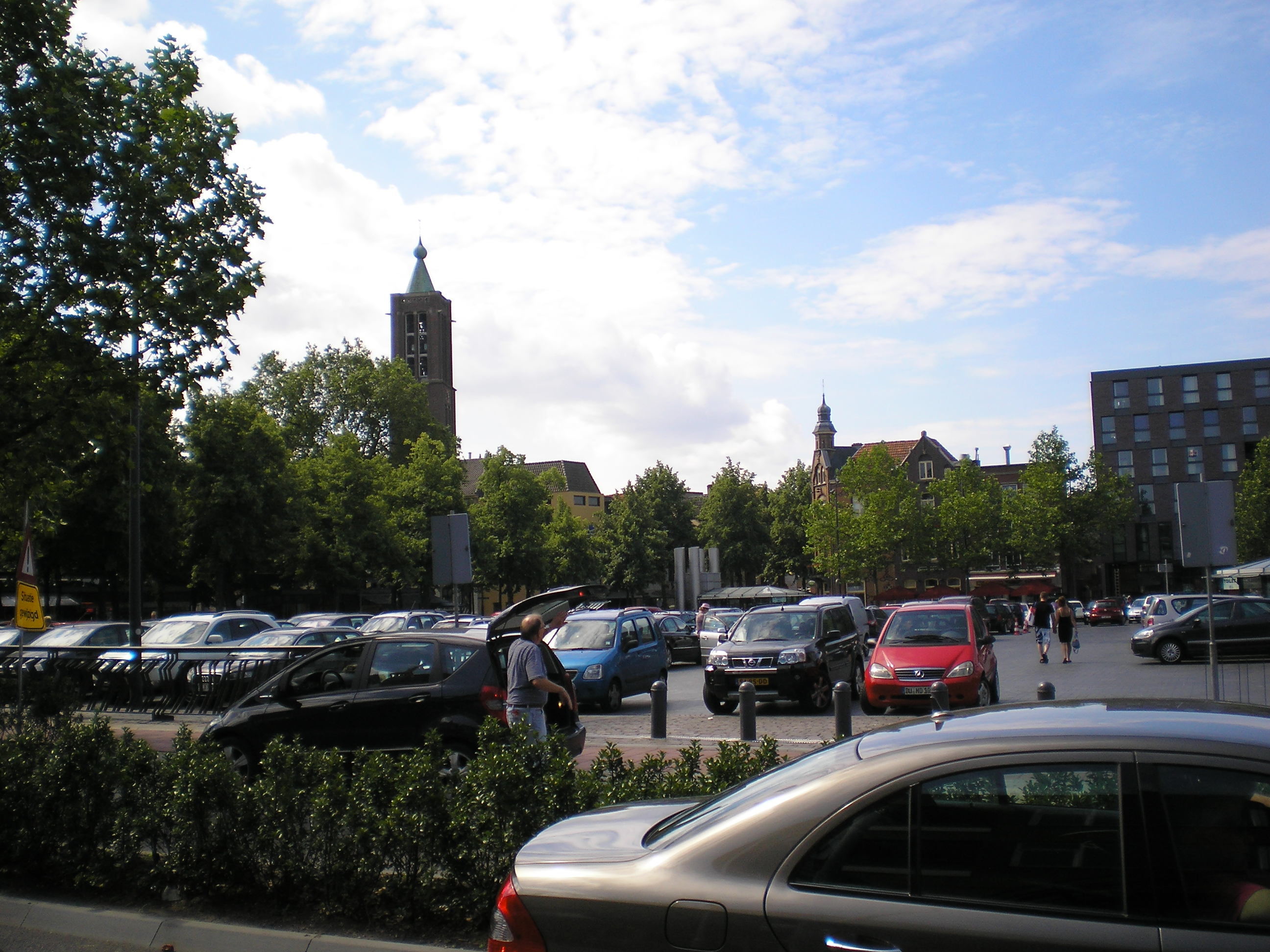
Mgr. Nolensplein met op de achtergrond de Grote of Sint-Martinuskerk